# عبد الرحمن الداخل
أبو المُطرَّف عبد الرحمن بن معاوية بن هشام بن عبد الملك الأموي القرشي (113 - 172هـ / 731 - 788م) المعروف بلقب صقر قريش وعبد الرحمن الداخل، والمعروف أيضًا في المصادر الأجنبية بلقب عبد الرحمن الأول. أسس عبد الرحمن الدولة الأموية في الأندلس عام 138هـ / 754م، بعد فراره من الشام إلى الأندلس في رحلةٍ طويلة استمرت ست سنوات، إثر سقوط الدولة الأموية في دمشق عام 132هـ / 750م، وقيام العبَّاسيين بتتبُّع أمراء بني أمية وتقتيلهم.
دخل عبد الرَّحمن الأندلس بعد أن بايعه أنصار الأمويين ومواليهم، إذ كانت تتأجج بالنزاعات القبلية بين المضريَّة واليمانيَّة والتمردات على الولاة، وبعد موقعة المصارة، دخل عبد الرَّحمن مدينة قرطبة ليبايعه أهلها أميرًا عليهم، مُتخذًا منها عاصمة لحُكمه. قضى عبد الرحمن فترة حكمه التي استمرت 33 عامًا، في إخماد الثورات والاضطِّرابات على حكمه في شتى أرجاء الأندلس، تاركًا لخلفائه إمارة استمرت في عُقبه لنحو ثلاثة قرون.

## نسبه ونشأته
هو عبد الرحمن بن معاوية بن هشام بن عبد الملك بن مروان بن الحكم بن أبي العاص بن أمية بن عبد شمس بن عبد مناف بن قصي بن كلاب. كنيته: أبو المطرف وقيل أبا زيد وقيل أبا سليمان، وكانت أمه سبية بربرية من قبيلة نفزة اسمها راح أو رداح.
ولد سنة 113 هـ/731 م في خلافة جده هشام بن عبد الملك، في بلاد الشام عند قرية تعرف بدير حنا، وقيل ولد بالعليا من أعمال تدمر. توفي أبوه شاباً عام 118 هـ في خلافة أبيه هشام بن عبد الملك، فنشأ عبد الرحمن في بيت الخلافة الأموي بدمشق حيث كفله وإخوته جده هشام. وكان جده يؤثره على بقية إخوته ويتعهده بالصلات والعطايا في كل شهر حتى وفاته.
ويروى أن عم أبيه الفارس مسلمة بن عبد الملك والذي كان له باع طويل في علم الحدثان قد وصلته نبوءة تقول بأن عدواً سيأتي من الشرق ويقضي على الحكم الأموي، إلا أن فتى أموياً سوف يتمكن من إقامته من جديد في بلاد الأندلس٬ وعندما نظر مسلمة إلى عبد الرحمن لأول مرة في رصافة هشام بعد وفاة أبيه رأى في وجهه العلامات التي تدل على أنه الأموي المقصود.
وعندما أقام العباسيون دولتهم على أنقاض الدولة الأموية، هدفوا إلى تعقب الأمويين والقضاء عليهم خشية أن يحاولوا استرداد ملكهم، فقتلوا بعضهم مما جعل الباقين منهم يستترون. حينئذ، أظهر العباسيون الندم على ما كان منهم، وأشاعوا أنهم أمّنوا من بقي من الأمويين حتى اجتمع منهم بضع وسبعون رجلاً منهم أخ لعبد الرحمن يدعى يحيى، فأفنوهم. وحين بلغ عبد الرحمن بن معاوية ذلك، هرب من منزله بدير حنا من أعمال قنسرين، وأوصى بأن يتبع بولده سليمان وأختيه أم الأصبغ وأمة الرحمن. حتى بلغ قرية على الفرات، اختبأ بها. وذات يوم، اشتكى فيه عبد الرحمن الرمد، فلزم ظلمة داره، وإذا بابنه سليمان وهو ابن أربع سنين يدخل عليه فزعًا باكيًا، فتوجس عبد الرحمن وإذا برايات العباسيين في القرية، ودخل عليه أخ له صغير يخبره الخبر. فعمد عبد الرحمن إلى دنانير تناولها، ثم أعلم أختيه بمتوجهه، وفر هو وأخوه. بعدئذ، وشى به عبد من عبيده، تعقبته فرسان العباسيين، فلم يجدا أمامهما مهربًا إلا عبور النهر. وإذ هما في منتصف النهر، أغرتهما الشرطة أن يرجعا ولهما الأمان، فرجع أخوه خشية الغرق، وغرر به وقتله العباسيون، وكان عمر أخيه ثلاث عشرة سنة، بينما نجح عبد الرحمن بالوصول إلى الضفة الأخرى. ثم ألحقت به أخته أم الأصبغ مولاه بدر ومولاها سالمًا بمال وشيء من الجواهر، فتوجه عبد الرحمن بالموليين صوب إفريقية.

## فراره إلى المغرب
استغل عبد الرحمن بن حبيب الفهري والي إفريقية سقوط الدولة الأموية ليستقل بحكم إفريقية. خشي الفهري ظهور الأمويين الفارّين من المشرق على ولايته، فتتبعهم بالقتل، فقَتَل منهم ابنين للوليد بن يزيد. لذا، ظل عبد الرحمن يتنقل من مكان إلى مكان مدة خمس سنين، بدءًا من نزوله على أخواله بني نفزة، وهم من بربر طرابلس، ثم نزل على مكناسة وقيل مغيلة، حيث آواه أبو قرّة وانسوس المغيلي، لحمايته من متعقبيه. ثم منها إلى قوم من زناتة منازلهم قرب البحر في سبتة.
وفي عام 136 هـ، أرسل مولاه بدرًا إلى موالي بني أمية في الأندلس يطلب عضدهم والتمهيد لدخوله الأندلس. فعرض بدر رسالة عبد الرحمن على أبي عثمان عبيد الله بن عثمان وعبد الله بن خالد وأبي الحجاج يوسف بن بخت زعماء موالي بني أمية في الأندلس، فأجابوه. وعرضوا الأمر على الصميل بن حاتم وكان من زعماء المضرية، غير أن الصميل خشي على نفوذه من مجيء عبد الرحمن، فاستقر على ألا يجيبه. كان الأندلس حينئذ يغلي بسبب النزاعات المتواصلة بين القبائل المضرية واليمانية، فوافقت دعوة عبد الرحمن رغبة اليمانية المدفوعين بالرغبة في الثأر لهزيمتهم أمام الفهرية والقيسية في موقعة شقندة، فاحتشدوا لنصرة عبد الرحمن. ثم أرسل زعماء الموالي مركبًا تعبر به إلى الأندلس، فوصل إلى ثغر المنكب في ربيع الثاني سنة 138 هـ.

## دخوله الأندلس
بعد أن دخل عبد الرحمن الأندلس أتاه أبو عثمان وعبد الله بن خالد، وسارا به إلى حصن طرش منزل أبي عثمان التي أصبحت مركزًا لتجمع أنصاره. بلغ الخبر يوسف بن عبد الرحمن الفهري بوصول عبد الرحمن وتجمع الناس حوله، وعدم قدرة عامله على إلبيرة على تفريقهم. فنصح الصميل يوسف بوجوب التوجه فورًا لملاقاة عبد الرحمن، فجمع يوسف جيشه. علم عبد الرحمن بمسير جيش يوسف، فتحرك بجيشه وأخضع كافة المدن في طريقه حتى إشبيلية التي استولى عليها وبايعه أهلها، فتجمع له ثلاثة آلاف مقاتل. ثم حاول مباغتة يوسف الفهري، ومهاجمة قرطبة ليستولي عليها، والتقيا في موضع يبعد عن قرطبة نحو 45 ميلاً لا يفصلهما إلا النهر. حاول يوسف أن يغري عبد الرحمن لينصرف بجنده، بأن وعده بالمال وبأن يزوجه من إحدى بناته. إلا أن عبد الرحمن رفض، وأسر خالد بن يزيد أحد رسل يوسف، لإغلاظه له القول. وفي الليل، حاول عبد الرحمن أن يسبق بجنده جيش يوسف خلسة إلى قرطبة. علم بذاك يوسف فسار الجيشان بمحاذاة النهر صوب قرطبة، إلى أن انحسر الماء عند المصارة يوم الأضحى العاشر من ذي الحجة لعام 138 هـ، فعبر جيش عبد الرحمن ودارت المعركة التي انتهت بنصر عبد الرحمن. خلال المعركة أشيع بين الجنود أن عبد الرحمن يركب جوادًا سريعًا للفرار به وقت الهزيمة. فلما بلغ عبد الرحمن هذا الكلام ترك فرسه في الحال وقال: «إن فرسي قلق لا يتمكن معه الرمي!»، ثم ركب بغلاً ضعيفًا كي يقنع جنوده بأنه لن يولي ظهره للأعداء. بعد انتصاره، دخل عبد الرحمن إلى قرطبة، وأدى الصلاة في مسجدها الجامع حيث بايعه أهلها على الطاعة.

## توطيد الإمارة
بعد هزيمة يوسف الفهري والصميل بن حاتم وفرارهما من موقعة المصارة، توجه يوسف إلى طليطلة وحشد منها ما استطاع من أنصاره بمساعدة عامله عليها هشام بن عروة الفهري، وتوجه الصميل إلى جيان وجمع فيها أنصاره ومؤيديه. ثم اجتمعت القوتان وتوجهتا إلى إلبيرة. وكانت خطتهما أن يجذبا عبد الرحمن من قرطبة إلى جيان لقتالهما، ثم يذهب عبد الرحمن بن يوسف الفهري ليحتل قصر الإمارة في قرطبة. وبالفعل عندما علم عبد الرحمن الداخل باجتماعهما توجه إليهما سنة 139 هـ، بعد أن ترك قوة صغيرة لحماية قرطبة بقيادة أبي عثمان. لكنه ما أن ابتعد قليلاً حتى هاجم عبد الرحمن بن يوسف الفهري قرطبة واحتل قصر الإمارة، وأسر أبا عثمان وكبله بالأغلال. وعندما علم عبد الرحمن الداخل بما حل بقرطبة عاد مسرعًا إلى قرطبة، ففر ابن يوسف الفهري إلى أبيه في إلبيرة ومعه أبو عثمان. عندئذ، غادر عبد الرحمن الداخل قرطبة، وتوجه إلى الصميل ويوسف في إلبيرة وحاصرهما، فطلبا الصلح على أن يعترفا بإمارته، ولا ينازعاه فيها، وأن يؤمنهما على النفس والمال والأهل، وأن يؤمن حلفاءهما وأعوانهما ويسمح لهما بسكنى قرطبة تحت رعايته ورقابته. وقد قبل عبد الرحمن على أن يقدم يوسف ولديه عبد الرحمن وأبي الأسود محمد رهينتين عنده يعتقلهما في قصر قرطبة كضمان للوفاء بعهده، وأن يفرج عبد الرحمن الداخل عن خالد بن زيد أحد قادة يوسف الفهري في مقابل أن يفرج يوسف عن أبي عثمان. وتم الصلح بين الفريقين عام 140 هـ. وقفل يوسف والصميل مع عبد الرحمن الداخل إلى قرطبة وانفض جندهما، ونزل يوسف بشرقي قرطبة في قصر الحر الثقفي، ونزل الصميل بداره بالربض وعمل عبد الرحمن على إكرامهما وتقدير مكانتهما.
ولم يمض عام حتى حاول أنصار يوسف السابقين حمله على الثورة على عبد الرحمن، فكاتب يوسف أهل ماردة ولقنت، فأجابوه وكتبوا إليه، فهرب إليهم سنة 141 هـ. ولما علم عبد الرحمن بهربه أتبعه الخيل وقبض على ابنه واعتقل الصميل تحسبًا لأي خطر قد يشارك فيه هذا الأخير. تقدم يوسف نحو إشبيلية وحاصرها وكان واليها عبد الملك بن عمر المرواني الذي طلب من ابنه والي مورور نجدته. ففك يوسف الحصار ليتوجه إلى عبد الرحمن الداخل. لكن عبد الملك وابنه زحفا خلف يوسف الذي رأى التخلص منهما أولاً، ودارت بينهما معركة انهزم فيها يوسف وتفرق من معه. وفر يوسف إلى طليطلة ليحتمي بها عند واليها هشام بن عروة الفهري، فأدركه عبد الله بن عمر الأنصاري قبل طليطلة بأربعة أميال فقتله وبعث برأسه إلى عبد الرحمن الداخل. ثم أمر عبد الرحمن الداخل بقتل عبد الرحمن بن يوسف المعتقل لديه، كما خنق الصميل في سجنه، وقتل جميع أنصار يوسف الفهري.

## الثورات

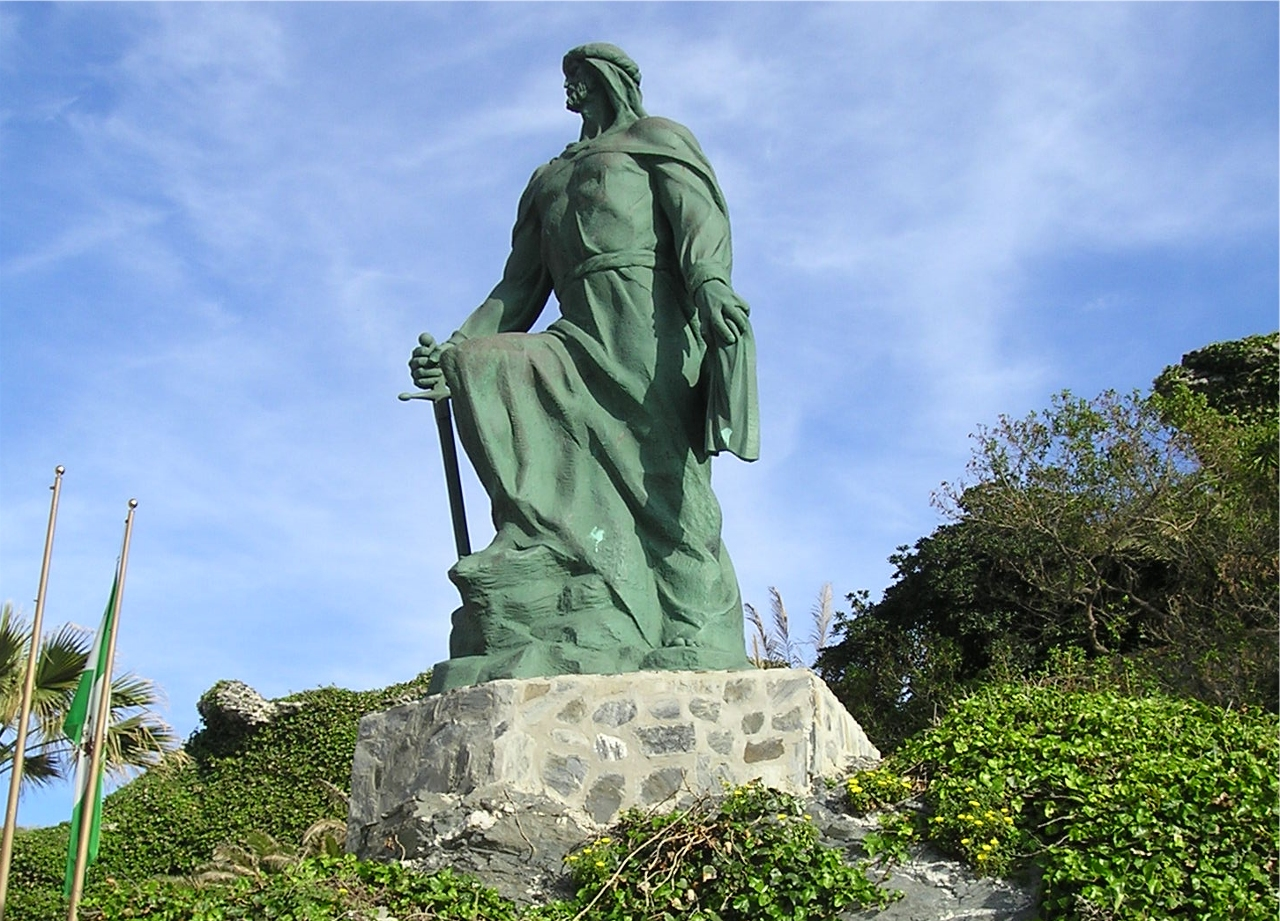
تِمثالُ عَبْدِ اَلرَّحْمَن اَلدَّاخِل في اَلْمَنْكَب.

وفي أواخر عام 143 هـ، ثار القاسم بن يوسف بن عبد الرحمن الفهري وحليف أبيه رزق بن النعمان الغساني في الجزيرة الخضراء على الأمير عبد الرحمن، الذي وجه إليهما من هزمهما، وفر القاسم وقتل الغساني. ثم ثار هشام بن عروة الفهري صاحب طليطلة، فسار إليه عبد الرحمن وشدد عليه الحصار حتى اضطر إلى طلب الصلح مقابل أخذ ابنه كرهينة عند عبد الرحمن. فقبل عبد الرحمن ذلك. ثم عاد هشام إلى نقض العهد فغزاه عبد الرحمن الداخل في العام التالي، وشدد الحصار عليه ودعاه إلى الرجوع فلم يستجب له. فلما يئس الأمير منه أمر بضرب عنق ابن هشام، وقذف الرأس بالمنجنيق في المدينة، ثم تركه لانشغاله بثورة العلاء بن مغيث اليحصبي الذي ثار عام 146 هـ في باجة بعد أن راسل الخليفة العباسي أبو جعفر المنصور الذي كان يطمع في استعادة الأندلس، واستطاع أن يجمع حوله الناس والجند من أنصار الدولة العباسية، فاستولى على شذونة. فأرسل له الداخل جيشًا بقيادة مولاه بدر، فسيطر على المدينة، فتحرك العلاء بجيشه إلى إشبيلية ودخلها. فخرج عبد الرحمن من قرطبة في جميع قواته إلى قرمونة وتحصن بها ومعه ثقات مواليه وخاصته، فسار إليه العلاء وحاصره بها مدة شهرين، عندئذ خرج عبد الرحمن في 700 من رجاله ليرد الهجوم بعد أن خارت قوى جيش العلاء، فهزمهم وقتل العلاء. أمر عبد الرحمن بحز رأس العلاء ورؤوس أشراف أصحابه، ووضعت فيها صكوك بأسمائهم وحملوا بعضهم إلى أسواق القيروان ليلاً، والبعض الآخر وفيهم رأس العلاء إلى مكة مع بعض التجار الثقات ومعه الرسالة واللواء الذي أرسله المنصور إلى العلاء، فوضعوه أمام سرادق المنصور الذي كان يحج ذلك العام. فلما رأى المنصور رأس العلاء انزعج وقال: «الحمد لله الذي جعل بيننا وبين هذا الشيطان بحرًا».
ثم بعث عبد الرحمن مولاه بدر وتمام بن علقمة عام 147 هـ في جيش كثيف إلى طليطلة، فحاصرا هشاما بن عروة الفهري حصارًا شديدًا، ومنعا الطعام عن أهل طليطلة، حتى ضج أهل المدينة من الحصار واستثقلوا الحرب، وكاتبوا تمام وبدر وسألوهما الأمان مقابل تسليم ابن عروة وبعض قادته لهما، فقبلا ذلك وحملوهم إلى قرطبة، فحلقت رؤوسهم ولحاهم وألبسوا جببًا صوفية وحملوا على الحُمر، ودخلوا قرطبة على تلك الحال حيث أمر عبد الرحمن بقتلهم، ليعلن بذلك نهاية تمرد ابن عروة الفهري.
وفي عام 149 هـ، ثار على الداخل سعيد اليحصبي في لبلة، وسار إليه عبد الرحمن بنفسه وأخمد ثورته. ومن بعده في نفس العام، ثار أبي الصباح اليحصبي الذي نقم من عبد الرحمن أن عزله عن ولاية إشبيلية، وهو الذي كان له عونًا وجمع له اليمانية يوم المصارة. لجأ الداخل معه إلى الحيلة، فبعث إليه عبد الله بن خالد يُؤمنه. فلما دخلا قرطبة، أمر عبد الرحمن بقتل أبي الصباح. منذئذ، لزم عبد الله بن خالد داره حتى مات لمرارة في نفسه من خداع عبد الرحمن له واستعماله في استدراج أبي الصباح.
وفي عام 153 هـ، ثار البربر بزعامة رجل يقال له شقيا بن عبد الواحد المكناسي كان معلمًا للصبيان، ثم ادعى بأنه فاطمي، فقتل عامل الأمير على ماردة ثم استولى على قورية. فسار إليه عبد الرحمن، ففر منه الفاطمي إلى الجبال ولم يتمكن منه لسنوات، إلى أن انكشف أمره لأصحابه فقتلوه. عندئذ، جاءته رسل مولاه بدر بثورة اليمانية بقيادة عبد الغافر اليحصبي وحيوة بن ملامس الحضرمي. فسيّر إليهم الداخل جيشًا هزمهم، وقتل حيوة، وفرّ عبد الغافر عبر البحر. تلا ذلك محاولة ابن أخيه عبيد الله بن أبان بن معاوية وبعض معاونيه الانقلاب عليه في قرطبة وهو متنزه خارجها، فراسله مولاه بدر بالخبر. تمكن بدر من القبض عليهم، وأمر عبد الرحمن بضرب أعناقهم. ثم وجه الداخل عام 160 هـ قوة بقيادة تمام بن علقمة وأبي عثمان لقتال الفاطمي، واقتتلا وهزمهما الفاطمي، إلا أن رجلين من أصحابه تآمرا عليه وقتلاه بعد ذلك، لتنتهي ثورته.
في عام 161 هـ، نزل عبد الرحمن بن حبيب الصقلبي بجيشه ساحل تدمير، فسارع الداخل بمهاجمة ابن حبيب، فاستغاث ابن حبيب بوالي برشلونة سليمان الأعرابي، ولكن هذا الأخير لم ينجده. وبذلك استطاع عبد الرحمن أن يهزم ابن حبيب ويحرق سفنه عند ساحل تدمير. ففر الصقلبي إلى كورة بلنسية، حيث اغتاله رجل من البربر طمعًا في عطية من الداخل.

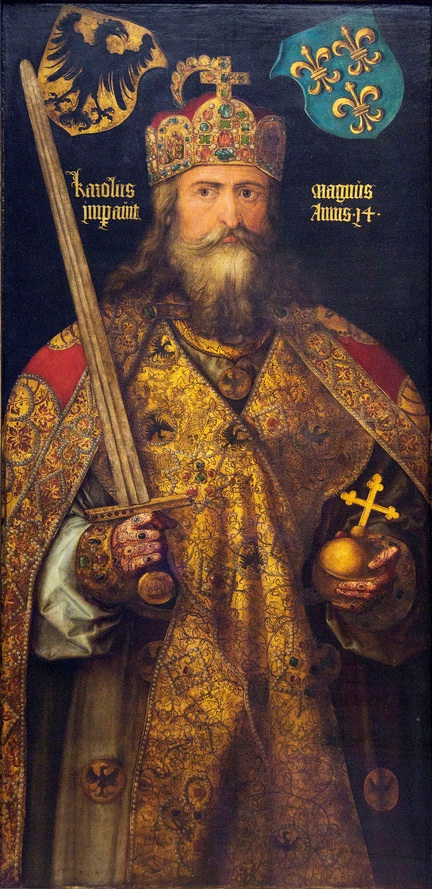
شارلمان فشل في غزو شرق الأندلس، ثم تعاهد مع عبد الرحمن الداخل.

وفي عام 164 هـ، ثار عليه الماحس بن عبد العزيز الكناني والي الجزيرة، فسار إليه عبد الرحمن بنفسه. فلما اقترب جيش عبد الرحمن، آثر الماحس الهرب، ففر بأهله عبر البحر ولجأ إلى أبي جعفر المنصور. وفي عام 168 هـ، بلغ عبد الرحمن الداخل بعد ذلك ائتمار ابن أخيه المغيرة بن الوليد بن معاوية وهذيل بن الصميل بن حاتم به ليخلعوه، فأمر بهم فاعتقلوا، ثم قتلهما، وسخط بسبب ذلك على أخيه الوليد بن معاوية فنفاه هو وبنيه إلى المغرب. ثم ثار عليه أبو الأسود محمد بن يوسف بن عبد الرحمن الفهري عام 169 هـ في قسطلونة، فخرج إليه الداخل وقاتله وهزمه، وقتل أربعة آلاف من أصحاب أبي الأسود الذي فر يومئذ. وفي عام 170 هـ، خرج الداخل لإخماد ثورة بربر نفزة، وهي آخر غزواته.

## غزو شارلمان لشرق الأندلس
ثار سليمان الأعرابي حاكم برشلونة ومعه الحسين بن يحيى الأنصاري زعيم سرقسطة على الداخل، فأرسل جيشًا بقيادة ثعلبة بن عبيد الجذامي، فهزموا جيش الداخل وأسروا ثعلبة، وأرسلوا إلى شارلمان ملك الفرنجة المعروف في المراجع العربية باسم قارلة، يدعوه للتحالف معهم. فعبر بجيشه جبال البرانس، وأغار على البشكنس في بنبلونة. ثم أنه طمع في سرقسطة، فسار إليها، فاستقبله الأعرابي، إلا أن الحسين بن يحيى وأهل المدينة أبَوا إلا أن يقاوموه، ولم يسلموا له. حاصر شارلمان المدينة، لكنه لم يقدر على فتحها، فرجع إلى بلده وأخذ الأعرابي معه أسيرًا لأنه ورّطه في ذلك الأمر. وفي طريق عودته، دبر ابنا سليمان وحلفاؤهم من البشكنس كمينًا دمروا به مؤخرة جيش شارلمان في معركة باب الشرزي، واستطاعوا تحرير الأعرابي والفرار به، إلا أن الحسين بن يحيى ما لبث أن ترصد للأعرابي وقتله بعد ذلك بفترة قصيرة.

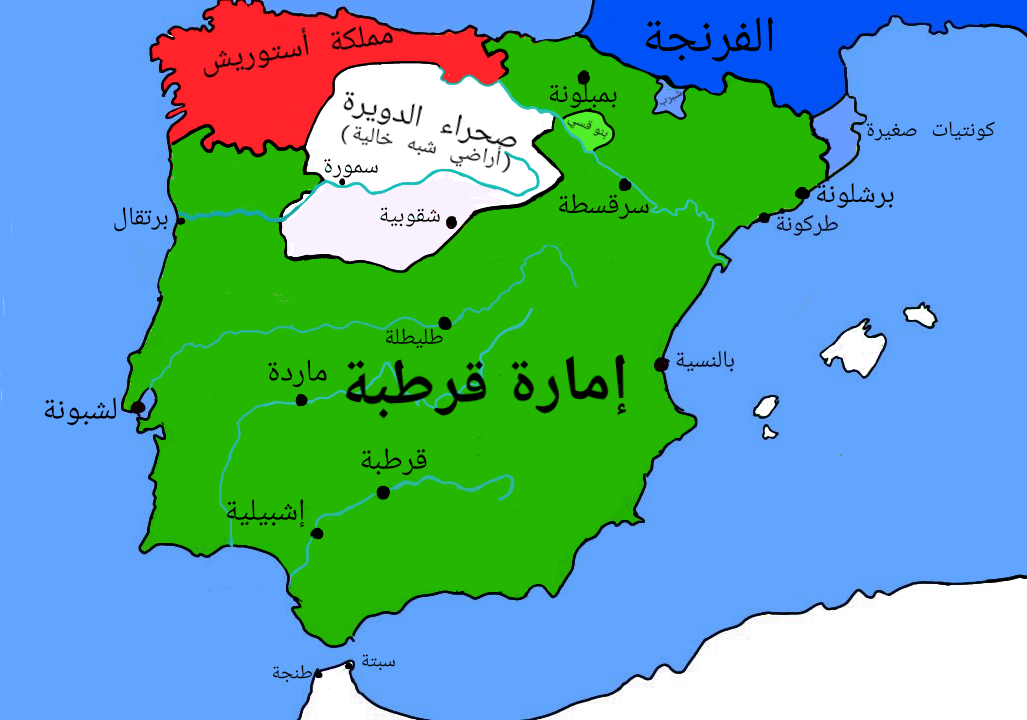
الأندلس 787 ميلادية بعد انقضاء غزوات شارلمان

ثم سار الداخل بجيشه إلى سرقسطة عام 165 هـ، فحاصرها وشدد عليها الحصار، فضاق أهلها من الحصار. ففاوض الحسين بن يحيى، وهو يومئذ قائدهم، عبد الرحمن الداخل فك الحصار وأن يأخذ ابنه سعيد رهنًا. فقبل الداخل، إلا أن سعيد هرب بعد يوم واحد فقط. فعاد الحسين إلى الثورة، فحاصره جيش الداخل مجددًا، إلى أن ملّ أهل سرقسطة الحصار، وسلموا الحسين إلى الداخل فقتله، وقفل راجعًا إلى قرطبة.

## وفاته
توفي عبد الرحمن الداخل في 24 ربيع الآخر عام 172 هـ، وترك من الولد أحد عشر ولدًا منهم سليمان وهو أكبر أولاده، وهشام والمنذر ويحيى وسعيد وعبد الله وكليب، ومن البنات تسع. وقد دفن في قصر قرطبة بعد أن صلى عليه ولده عبد الله. وخلفه من بعده ولده هشام الملقب بهشام الرضا بعهد من والده، رغم أن أخاه سليمان كان أسن منه.

## أعماله
اتبع عبد الرحمن الداخل سنة أسلافه من الأمويين في نظام الحكم، فاتخذ حُجّابًا، ولم يتخذ وزراء. واحتفظ دومًا بمجموعة من المستشارين، أغلبهم ممن استقبلوه وناصروه في بداية عهده وقاتلوا معه. وقد اهتم بجيشه الذي كان الدعامة التي ساعدته على السيطرة على مقاليد الأمر طوال حكمه، فبلغ جيش عبد الرحمن الداخل مائة ألف جندي من المتطوعين والمرتزقة، لاسترابته من العرب بسبب نزعاتهم المستمرة للثورة. إضافة إلى حرسه الخاص الذي بلغ أربعين ألفًا من الموالي والبربر والرقيق. كما أنشأ في أواخر عهده عددًا من قواعد بناء السفن في طركونة وطرطوشة وقرطاجنة وإشبيلية.

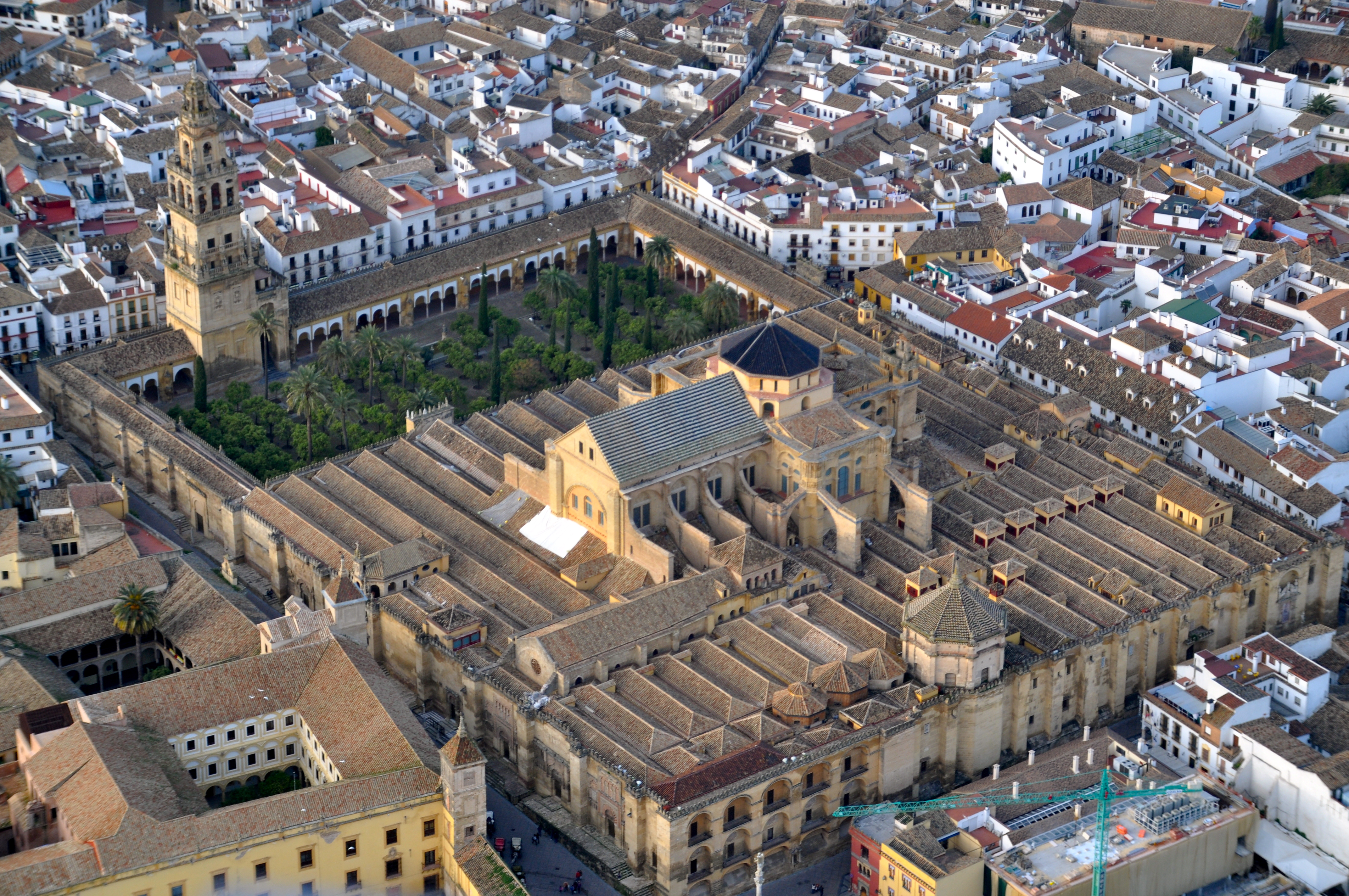
مسجد قرطبة أسسه عبد الرحمن الداخل عام 170 هـ.

بنى عبد الرحمن قصر الرصافة في أول حكمه، وسماه كرصافة جده هشام بن عبد الملك الذي بناه في الشام، وأحاطه بالحدائق الزاهرة التي جلب لها الغروس والزروع والنوى التي لم تكن من قبل في الأندلس من الشام وإفريقية. وفي عام 150 هـ، أقام سور قرطبة الكبير، الذي حصّن به قرطبة، واستمر العمل به لأعوام. وفي عام 170 هـ، أسس الأمير عبد الرحمن المسجد الجامع في قرطبة، وأنفق على بنائه 100 ألف دينار وقيل 80 ألف دينار. وكان المسلمون حين افتتحوا قرطبة، قد شاطروا أهلها كنيستهم العظمى، فابتنوا فيها مسجدًا. ولما كثرت عمارة قرطبة، ضاق المسجد على مرتاديه، فابتاع الداخل الشطر الثاني من النصارى بمائة ألف دينار، فأسس عليها الجامع، وتمت أسواره في عام، وأمر ببنائه على طراز المسجد الأموي بدمشق. وقد بلغت مساجد قرطبة في عهده 490 مسجدًا. كما أنشأ دارًا لسك العملة، تضرب فيها النقود بحسب ما كانت تضرب في دمشق في عهد بني أمية وزنًا ونقشًا.

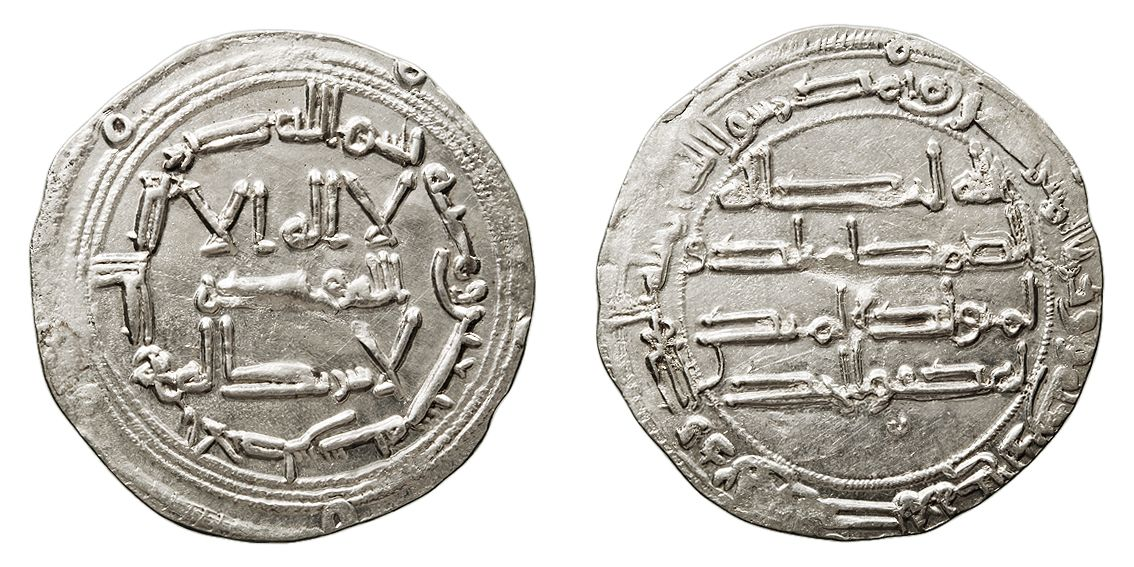
درهم سكت بعهد عبد الرحمن الداخل.

لم تحدث عبد الرحمن الداخل نفسه بالخلافة، حيث كان يرى بأنه لا يستحقها إلا من ملك الحرمين، ولم يقطع الخطبة للخليفة العباسي حتى عام 139 هـ، بعد عشرة أشهر من حكمه، بعد أن أشار عليه قادته بقطعها، بل ألح بعضهم على ذلك، حتى أن عبد الملك بن عمر المرواني هدده بقتل نفسه إن لم يقطعها. أما فيما يتعلق بعلاقاته الخارجية، فبعد أن فشلت حملة شارلمان على شرق الأندلس، وهزيمة جيشه في معركة باب الشرزي. دعاه عبد الرحمن الداخل إلى السلم والمصاهرة، لتوطيد العلاقة بين الدولتين، فأجابه شارلمان إلى السلم، ولم يجبه إلى المصاهرة.
في زمنه دخل الغازي بن قيس الأندلس بموطأ مالك وبقراءة نافع بن أبي نعيم.

## صفته وشخصيته
وصفه ابن زيدون فقال «كان أصهب، خفيف العارضين، بوجهه خال، طويل القامة، نحيف الجسم، له ضفيرتين، أعور، أخشم.» وقال عنه ابن حيان القرطبي: «كان كثير الكرم، عظيم السياسة، يلبس البياض ويعتم به، ويعود المرضى، ويشهد الجنائز، ويصلي بالناس في الجمعة والأعياد، ويخطب بنفسه». نقش خاتمه: «عبد الرحمن بقضاء الله راض»، وقيل «بالله يثق عبد الرحمن، وبه يعتصم». وقد عرف بلقب «صقر قريش»، ذلك أنه جلس أبو جعفر المنصور يومًا في أصحابه، فسألهم: «أتدرون من هو صقر قريش؟»، فقالوا له: «أمير المؤمنين الذي راض الملك، وسكّن الزلازل، وحسم الأدواء، وأباد الأعداء». قال: «ما صنعتم شيئًا»، قالوا: «فمعاوية»، قال: «ولا هذا»، قالوا: «فعبد الملك بن مروان»، قال: «لا». قالوا: «فمن يا أمير المؤمنين»، قال: «عبد الرحمن بن معاوية الذي تخلّص بكيده عن سنن الأسنة، وظُبات السيوف. يعبر القفر، ويركب البحر، حتى دخل بلدًا أعجميًا. فمصّر الأمصار، وجنّد الأجناد، وأقام ملكًا بعد انقطاعه بحسن تدبيره، وشدة عزمه. إن معاوية نهض بمركب حمله عليه عمر وعثمان، وذللا له صعبه. وعبد الملك ببيعة تقدمت له. وأمير المؤمنين بطلب عترته، واجتماع شيعته. وعبد الرحمن منفردًا بنفسه، مؤيدٌ برأيه، مستصحبًا عزمه.»
كان عبد الرحمن بن معاوية وافر العزم والدهاء والحزم والصرامة، شديد الحذر، قليل الطمأنينة، فتمكن بحملاته المتوالية على المتمردين على سلطته سواء من العرب أو البربر، التي استخدم فيها كل الوسائل المتاحة لإقرار الأمر في يده، بما في ذلك سلاح الاغتيال وإزهاق الأرواح دون تردد، مكرسًا بذلك مفهوم المكيافيلية بكل معانيه فغيّر بذلك فكرة الاندفاع وراء العصبية والقبلية التي كانت سائدة في ذاك الوقت، إلى الخضوع والانقياد للسلطة الحاكمة في قرطبة. إلا أنه رغم تلك الطباع القاسية، كان يقعد للعامة ويستمع منهم، وينظر بنفسه فيما بينهم. وكان من عاداته، أن يأكل معه من أصحابه من أدرك وقت طعامه، ومن وافق ذلك من طلاب الحوائج أكل معه. كما كان لين الجانب مع النصارى، يسير معهم بسياسة الاعتدال والمهادنة، فجعل لهم رئيسًا يسمى «القُمص»، يقيم إلى جواره في قرطبة ويستشيره في كثير من الأمور
كان عبد الرحمن أيضًا شاعرًا مجيدًا له شعر مشهور منه هذه الأبيات التي تعبر عن شوقه لربوع الشام التي نشأ فيها، حيث قال:

## عبد الرحمن الداخل في السينما والتلفزيون
جُسِّدت شخصية عبد الرحمن الداخل في مسلسل يحمل عنوان صقر قريش من إخراج السوري حاتم علي، صُوِّر في المغرب وسوريا، وجسد دوره الممثلُ السوري جمال سليمان، واشترك فيه نخبة من ألمع نجوم الدراما السورية والمغربية.

## وصلات خارجية
- موقع قصة الإسلام .
- من شعر عبد الرحمن الداخل .

| عبد الرحمن الداخل بنو أميةفرع من بني قريشولد: 731 توفي: 788 |                       |                 |
| سبقه يوسف الفهري كوالي الأندلس                              | أمارة الأندلس 756–788 | تبعه هشام الرضا |